# Saisie-contrefaçon
En droit français, la saisie-contrefaçon est un mode de preuve de la contrefaçon et, plus généralement, de toute atteinte à un droit de propriété intellectuelle. Cette procédure permet, sur autorisation d’un juge, au titulaire du droit de propriété intellectuelle de faire constater par un huissier de justice (dans certains cas par un commissaire de police ou un juge d'instance) une contrefaçon. La saisie-contrefaçon est l’un des moyens les plus utilisés pour se procurer la preuve de l’existence et de l’ampleur d’une contrefaçon de droits de propriété intellectuelle.

## L’un des moyens de preuve de la contrefaçon
La contrefaçon de droits de propriété intellectuelle étant un fait juridique, sa preuve peut être apportée par tous moyens. Elle peut ainsi être apportée par tous les moyens de preuve admis en droit civil (ou en droit pénal si les poursuites sont engagées par la voie pénale), tels que témoignages, présomptions, constats d’huissier, expertises, mais également grâce à la saisie-contrefaçon, procédure spécifiquement dédiée à l’obtention d’éléments de preuve d’une contrefaçon de droits de propriété intellectuelle. Cette procédure permet, sur autorisation d’un juge, au titulaire du droit de propriété industrielle s’estimant victime d’une atteinte à ce droit, de la faire constater par un huissier de justice habilité à pénétrer en tout lieu où l’atteinte peut être constatée et à saisir les preuves de l’atteinte.

## L’un des moyens de preuve les plus utilisés
La saisie-contrefaçon est très efficace et est souvent décisive dans le succès ou l’échec de l’action en contrefaçon ; elle est conséquemment le moyen le plus utilisé pour la preuve en contrefaçon.
Sa grande efficacité pratique tient fondamentalement à son caractère non contradictoire et contraignant. En effet, l’autorisation de procéder à une saisie-contrefaçon est sollicitée auprès du président du tribunal judiciaire territorialement compétent, sur requête. Néanmoins, l'article R. 211-7 du Code de l'organisation judiciaire prévoit une compétence exclusive du Président du tribunal judiciaire de Paris, pour les actions en matière de marques, dessins et modèles communautaires. Or, la procédure sur requête est non contradictoire : le requérant présente, par ministère d’avocat, sa requête au juge ; la personne visée par la mesure de saisie-contrefaçon n’en est pas informée et ne participe pas à la procédure. La saisie-contrefaçon ordonnée par le magistrat pourra donc bénéficier à plein de l’effet de surprise ; jusqu’au dernier moment, la personne visée, n’est pas informée de ce qui se prépare et n’a pas ainsi la possibilité de déplacer ou faire disparaître les éléments de preuve de son activité contrefaisante (le résultat est le même lorsque, en matière de droit d’auteur et droits voisins, c’est à un commissaire de police, voire un juge d'instance, qu’il est demandé de procéder à une saisie-contrefaçon, cf. Code de la propriété intellectuelle, art. L. 332-1 et L. 332-4). La grande efficacité pratique de la saisie-contrefaçon tient encore à son caractère contraignant car, par son ordonnance de saisie-contrefaçon, le magistrat autorise le requérant à envoyer un huissier pénétrer dans les locaux de la personne visée ou même de tiers (dès lors que des éléments de preuve sont susceptibles de s’y trouver), qu’ils soient normalement ouverts au public ou non, pour y réaliser les opérations de saisie-contrefaçon.
La saisie-contrefaçon est généralement décisive dans le succès ou l’échec de l’action en contrefaçon. Si elle est bien menée, incontestable ou reste incontestée, elle apportera la preuve d’une contrefaçon que le juge saisi au fond de l’action en contrefaçon ne pourra que sanctionner civilement ou pénalement, assurant ainsi le succès du titulaire du droit de propriété intellectuelle sur le contrefacteur. Si elle est mal menée, est contestée et annulée, elle emporte généralement l’échec au fond de l’action en contrefaçon, faute de rapporter la preuve de la contrefaçon. Certes, tout autre mode de preuve reste en théorie efficace, mais en pratique les autres modes de preuve sont loin de l’être autant que la saisie-contrefaçon, si bien que l’échec de la saisie-contrefaçon signifie souvent l’échec de l’action en contrefaçon.
Le caractère décisif de la saisie-contrefaçon explique l’importance du contentieux relatif à sa validité ou sa nullité. Le contrefacteur tendra naturellement à faire valoir, outre la nullité du droit de propriété intellectuelle concerné, tout argument de nature à emporter la nullité de la saisie-contrefaçon, pour ruiner cet élément de preuve si décisif contre lui.
Ces mêmes caractères, non contradictoire et contraignant, qui confèrent à la saisie-contrefaçon sa si grande efficacité peuvent également être perçus comme une menace d’abus. Il n’est pas exclu, en effet, qu’un opérateur économique soit tenté notamment, sous le prétexte de la prétendue contrefaçon de son droit de propriété intellectuelle, de chercher à pénétrer dans les locaux d’un concurrent pour essayer en réalité de percer quelques-uns de ses secrets industriels et commerciaux et de dévoyer à cette fin la procédure de la saisie-contrefaçon. Il convient toutefois de souligner que, pour parer à ce danger, le juge dispose d’abord de la possibilité de préserver la confidentialité des informations recueillies dans le cadre de la saisie-contrefaçon. En outre, il est de principe que la saisie-contrefaçon se réalise sous la responsabilité du requérant et le juge, en rendant l’ordonnance aux fins de saisie-contrefaçon, peut en subordonner l’exécution à la constitution par le requérant de garanties destinées à assurer l’indemnisation éventuelle du saisi, s’il apparaît ensuite que la saisie-contrefaçon était abusive. Les praticiens connaissent ces règles, que les tribunaux appliquent avec une grande vigilance et, les abus sont exceptionnels.

## Par toute personne ayant qualité pour agir en contrefaçon
C’est par cette périphrase que, depuis la loi n° 2007-1544 du 29 octobre 2007, presque tous les articles du Code de la propriété intellectuelle relatifs à la saisie-contrefaçon désignent la personne apte à la requérir. Pour simplifier, auront ainsi qualité à requérir la saisie-contrefaçon généralement le titulaire du droit de propriété intellectuelle prétendument contrefait et le licencié exclusif, après une mise en demeure d’agir adressée au titulaire et demeurée sans suite. Il n’est pas exigé de la personne ayant qualité pour requérir la saisie-contrefaçon qu'elle fournisse une preuve de la contrefaçon prétendue, puisque c’est l’objet même de la saisie-contrefaçon que de permettre le recueil de preuves. En revanche, le requérant se doit de bien justifier de l’existence d’un titre de propriété intellectuelle en vigueur et de sa qualité à requérir la saisie-contrefaçon.

## Pour se procurer la preuve de la contrefaçon
L’ordonnance aux fins de saisie-contrefaçon rendue par le juge autorise le requérant à dépêcher, en tout lieu où des éléments de preuve de la contrefaçon sont susceptibles d’être trouvés, l’huissier de justice de son choix, éventuellement accompagné de tout expert, de son choix ou d’un représentant de la force publique, pour procéder soit à la « description détaillée » dans son procès-verbal des éléments trouvés, description éventuellement accompagnée du prélèvement d’échantillons, soit à la « saisie réelle », l’appréhension matérielle, des éléments trouvés et annexés au procès-verbal, que l’huissier dresse encore pour relater les opérations accomplies. La saisie-contrefaçon peut porter sur des produits contrefaisants, des documents se rapportant à la contrefaçon mais aussi des matériels et instruments utilisés pour réaliser ou diffuser la contrefaçon. Dans le domaine particulier du droit d’auteur et des droits voisins, illustrant le caractère parfois plus conservatoire que probatoire de la saisie-contrefaçon (cf. infra En France – Historique), le président du tribunal judiciaire compétent peut aussi ordonner : la suspension de toute fabrication en cours tendant à la reproduction illicite d’une œuvre (ou de l’objet d’un droit voisin) ou à la réalisation d’une atteinte aux mesures techniques de protection ou d’information ; la saisie des recettes provenant de toute reproduction, représentation ou diffusion par quelque moyen que ce soit, d’une œuvre de l’esprit (ou de l’objet d’un droit voisin), effectuée en violation des droits de l’auteur ou provenant d’une atteinte aux mesures techniques de protection ou d’information ; la remise, des œuvres illicites ou produits soupçonnés de l’être, entre les mains d’un tiers afin d’empêcher leur introduction ou leur circulation dans les circuits commerciaux (Code de la propriété intellectuelle, art. L. 332-1).

## Les éléments de preuve de l’existence et de l’étendue de la contrefaçon
Les éléments qui peuvent être recueillis grâce à la saisie-contrefaçon peuvent être utiles à la preuve tant de l’existence de la contrefaçon prétendue (par exemple par l’appréhension d’un échantillon des produits contrefaisants) que de son ampleur (notamment par la copie de documents comptables de la personne accusée de contrefaçon, qui permettront d’évaluer la masse contrefaisante et le préjudice économique subi par le titulaire du droit de propriété intellectuelle violé).

## Les éléments de preuve de la contrefaçon de droits de propriété intellectuelle
La saisie-contrefaçon est possible, depuis la loi n° 2007-1544 du 29 octobre 2007, pour tous les droits de propriété intellectuelle (cf. Code de la propriété intellectuelle, art. L. 332-1 – droit d’auteur et droits voisins –, art. L. 332-4 – logiciels et bases de données –, art. L.°343-1 – droit sui generis du producteur de bases de données –, art. L. 615-5 – brevets –, art. L. 521-4 – dessins et modèles –, art. L. 622-7 – topographies de produits semi-conducteurs –, art. L. 623-27-1 – certificats d’obtention végétale –, art. L. 716-7 – marques –, art. L. 722-4 – indications géographiques). Pour autant, elle ne fait pas l’objet d’un seul et même régime juridique unifié. Le Code de la propriété intellectuelle renferme, relativement à chacun des droits de propriété intellectuelle un article spécifiquement dédié à la saisie-contrefaçon. Si le régime de la saisie-contrefaçon, ainsi éparpillé entre autant d’articles différents que de droits différents, est fortement homogène dans le domaine de la propriété industrielle, il est assez différent et nettement moins homogène dans le domaine de la propriété littéraire et artistique.

## En France – Historique
La saisie-contrefaçon a été introduite dans le droit français par le décret des 19-24 juillet 1793, premier texte de portée générale sur le droit des auteurs d’œuvres de l’esprit, pour la sauvegarde du droit de reproduction (elle n’était pas applicable en cas d’atteinte au droit de représentation). Son exécution était, à l’époque, confiée aux commissaires de police et aux « juges de paix », ancêtres des tribunaux d’instance. Elle était davantage conçue comme une sorte de saisie conservatoire (au rang desquelles la doctrine ancienne la rangeait) que comme une mesure probatoire. La saisie-contrefaçon avait donc un caractère policier, voire pénal, et conservatoire dont elle a gardé, dans la pratique, certains traits (usage du dépôt au greffe du tribunal des objets saisis, par exemple). La remarquable efficacité de la saisie-contrefaçon lui a valu d’être progressivement élargie, et dernièrement par la loi n° 2007-1544 du 29 octobre 2007, à tous les droits de propriété intellectuelle : son caractère pénal et conservatoire tendant corrélativement à diminuer au profit d’un caractère probatoire. À l’heure actuelle, la saisie-contrefaçon a un caractère exclusivement probatoire, sauf en matière de droit d’auteur et droits voisins où, pour les raisons historiques exposées ci-dessus, elle a conservé également un caractère conservatoire.

## Ailleurs en Europe
Avant la directive n° 2004/48/CE, la saisie-contrefaçon n'était connue, comme telle, qu'en France et en Belgique (où il était plutôt question de « saisie-description ». Certains pays connaissaient des mesures pouvant avoir un effet pratique à peu près similaire (Italie, Espagne, voire Royaume-Uni avec les (en) Anton Piller orders. Par contre d'autres pays ne connaissaient aucune mesure probatoire spécifique à la matière de la contrefaçon, ce qui constituait un sérieux handicap pour la mise en œuvre des droits de propriété intellectuelle. La mesure probatoire qu'est la saisie-contrefaçon a désormais vocation à exister dans l’ensemble des pays membres de l’Union européenne du fait de la directive n° 2004/48/CE. Le législateur communautaire s’est inspiré de la saisie-contrefaçon française et également des Anton Piller orders anglais pour inviter les États membres à introduire dans leur droit des « mesures de conservation des preuves » rapides et efficaces, et notamment de permettre d’obtenir sur requête « la description détaillée avec ou sans prélèvement d’échantillons, ou la saisie réelle des marchandises litigieuses et, dans les cas appropriés, des matériels et instruments utilisés pour produire et/ou distribuer ces marchandises ainsi que des documents s’y rapportant » (Dir. n° 2004/48, art. 7).